# IC 1020
IC 1020 ist eine linsenförmige Galaxie vom Hubble-Typ S0 im Sternbild Bärenhüter am Nordsternhimmel. Sie ist schätzungsweise 195 Millionen Lichtjahre von der Milchstraße entfernt.
Das Objekt wurde am 28. Juli 1892 vom französischen Astronomen Stéphane Javelle entdeckt.